# Else Peerenboom-Missong
Else Peerenboom-Missong, född 13 oktober 1893, död 31 augusti 1958, var en tysk politiker (höger). Hon var ledamot i den tyska riksdagen 1930-33.